# Boulevard des Brotteaux
 (janvier 2024).
Si vous disposez d'ouvrages ou d'articles de référence ou si vous connaissez des sites web de qualité traitant du thème abordé ici, merci de compléter l'article en donnant les références utiles à sa vérifiabilité et en les liant à la section « Notes et références ».
Le boulevard des Brotteaux est une large voie du quartier des Brotteaux dans le 6e arrondissement de Lyon, en France.

## Présentation
De courte longueur, le boulevard des Brotteaux a comme tenant le cours Lafayette formant limite entre les 3e et 6e arrondissements de Lyon. Il s'achève au croisement entre le cours Vitton et le boulevard des Belges, quelques centaines de mètres plus loin. Animé de jour comme de nuit, le boulevard des Brotteaux abrite un nombre important de restaurants et de cafés. En son centre, il offre une belle vue directe sur l'ancienne gare des Brotteaux.
Au numéro 53, on retrouve l'insolite Maison Valla, demeure bourgeoise de la fin du XIXème siècle, aujourd'hui enchâssée entre deux immeubles.